# الیور فینک
الیور فینک (تلفظ آلمانی: [ˈʔɔlivɐ ˈfɪŋk, ˈʔɔlɪ-, ˈʔo:li-]; زاده ۶ ژوئن ۱۹۸۲) بازیکن فوتبال آلمانی است که برای باشگاه فورتونا دوسلدورف II بازی می کند. 

## زندگی شخصی
او برادر بزرگتر توبیاس فینک فوتبالیست است.

## آمار عملکرد
تا تاریخ ۲۵ دسامبر ۲۰۱۸٫
| باشگاه               | فصل          | لیگ              | لیگ  | لیگ  | جام  | جام  | دیگر رقابت‌هاالف | دیگر رقابت‌هاالف | مجموع | مجموع |
| باشگاه               | فصل          | دسته             | حضور | گل‌ها | حضور | گل‌ها | حضور            | گل‌ها            | حضور  | گل‌ها  |
| -------------------- | ------------ | ---------------- | ---- | ---- | ---- | ---- | --------------- | --------------- | ----- | ----- |
| یان رگنسبورگ         | ۰۴–۲۰۰۳      | بوندس‌لیگا ۲      | ۱۸   | ۱    | ۰    | ۰    | —               | —               | ۱۸    | ۱     |
| یان رگنسبورگ         | ۰۵–۲۰۰۴      | Regionalliga Süd | ۱۵   | ۰    | ۱    | ۰    | —               | —               | ۱۶    | ۰     |
| یان رگنسبورگ         | مجموع        | مجموع            | ۳۳   | ۱    | ۱    | ۰    | —               | —               | ۳۴    | ۱     |
| SV Wacker Burghausen | ۰۵–۲۰۰۴      | بوندسلیگا ۲      | ۱۸   | ۲    | ۰    | ۰    | —               | —               | ۱۸    | ۲     |
| SV Wacker Burghausen | ۰۶–۲۰۰۵      | بوندسلیگا ۲      | ۳۰   | ۱    | ۱    | ۰    | —               | —               | ۳۱    | ۱     |
| SV Wacker Burghausen | ۰۷–۲۰۰۶      | بوندسلیگا ۲      | ۱۸   | ۰    | ۱    | ۰    | —               | —               | ۱۹    | ۰     |
| SV Wacker Burghausen | مجموع        | مجموع            | ۶۶   | ۳    | ۲    | ۰    | —               | —               | ۶۸    | ۳     |
| SpVgg Unterhaching   | ۰۸–۲۰۰۷      | Regionalliga Süd | ۳۳   | ۴    | ۱    | ۰    | —               | —               | ۳۴    | ۴     |
| SpVgg Unterhaching   | ۰۹–۲۰۰۸      | لیگا ۳           | ۳۴   | ۱    | ۱    | ۰    | —               | —               | ۳۵    | ۱     |
| SpVgg Unterhaching   | مجموع        | مجموع            | ۶۷   | ۵    | ۲    | ۰    | —               | —               | ۶۹    | ۵     |
| فورتونا دوسلدورف     | ۱۰–۲۰۰۹      | بوندسلیگا ۲      | ۳۳   | ۲    | ۱    | ۱    | —               | —               | ۳۴    | ۳     |
| فورتونا دوسلدورف     | ۱۱–۲۰۱۰      | بوندسلیگا ۲      | ۳۱   | ۳    | ۰    | ۰    | —               | —               | ۳۱    | ۳     |
| فورتونا دوسلدورف     | ۱۲–۲۰۱۱      | بوندسلیگا ۲      | ۳۱   | ۴    | ۳    | ۱    | ۲               | ۰               | ۳۶    | ۵     |
| فورتونا دوسلدورف     | ۱۳–۲۰۱۲      | بوندسلیگا        | ۲۶   | ۳    | ۳    | ۰    | —               | —               | ۲۹    | ۳     |
| فورتونا دوسلدورف     | ۱۴–۲۰۱۳      | بوندسلیگا ۲      | ۲۷   | ۱    | ۰    | ۰    | —               | —               | ۲۷    | ۱     |
| فورتونا دوسلدورف     | ۱۵–۲۰۱۴      | بوندسلیگا ۲      | ۱۲   | ۲    | ۰    | ۰    | —               | —               | ۱۲    | ۲     |
| فورتونا دوسلدورف     | ۱۶–۲۰۱۵      | بوندسلیگا ۲      | ۲۰   | ۲    | ۱    | ۰    | —               | —               | ۲۱    | ۲     |
| فورتونا دوسلدورف     | ۱۷–۲۰۱۶      | بوندسلیگا ۲      | ۲۳   | ۱    | ۱    | ۰    | —               | —               | ۲۴    | ۱     |
| فورتونا دوسلدورف     | ۱۸–۲۰۱۷      | بوندسلیگا ۲      | ۲۲   | ۰    | ۲    | ۱    | —               | —               | ۲۴    | ۱     |
| فورتونا دوسلدورف     | ۱۹–۲۰۱۸      | بوندسلیگا        | ۷    | ۱    | ۰    | ۰    | ۷               | ۱               |       |       |
| فورتونا دوسلدورف     | مجموع        | مجموع            | ۲۳۲  | ۱۹   | ۱۱   | ۳    | ۲               | ۰               | ۲۴۵   | ۲۲    |
| مجموع عملکرد         | مجموع عملکرد | مجموع عملکرد     | ۳۹۸  | ۲۸   | ۱۶   | ۳    | ۲               | ۰               | ۴۱۶   | ۳۱    |
| [ ۵ ]                |              |                  |      |      |      |      |                 |                 |       |       |

- الف.^ شامل بازی‌های پلی‌آف برای صعود.